# Lijst van onroerend erfgoed in Antwerpen/Linkeroever
Een overzicht van het onroerend erfgoed in de wijk Linkeroever in de gemeente Antwerpen. Het onroerend erfgoed maakt onderdeel uit van het cultureel erfgoed in België.
| Object                                         | Erfgoedstatus? | Bouwjaar of architect | Deelgemeente | Adres                                              | Coördinaten                   | Nummer? | Afbeelding                                     |
| ---------------------------------------------- | -------------- | --------------------- | ------------ | -------------------------------------------------- | ----------------------------- | ------- | ---------------------------------------------- |
| Groep van zes modernistische eengezinswoningen |                | Léon Stynen           | Antwerpen    | Beatrijslaan 70, Meeuwstraat 1-5, Reigerstraat 2-4 | 51° 12' 60" NB, 4° 22' 59" OL | 7232    | Groep van zes modernistische eengezinswoningen |
| Windmolen van Sint-Anneke                      | Monument       |                       | Antwerpen    | Jachthavenweg                                      | 51° 14' 4" NB, 4° 23' 39" OL  | 7233    | Windmolen van Sint-Anneke                      |
| Woning Van de Vyvere                           | Monument       | Renaat Braem          | Antwerpen    | Vlaamshoofdlaan 20                                 | 51° 13' 2" NB, 4° 22' 56" OL  | 61080   | Woning Van de Vyvere                           |
| Ventilatiegebouw voetgangerstunnel Sint-Anna   | Monument       | Emiel Van Averbeke    | Antwerpen    | Beatrijslaan                                       | 51° 13' 14" NB, 4° 23' 18" OL | 83746   | Ventilatiegebouw voetgangerstunnel Sint-Anna   |
| Ventilatiegebouw Waaslandtunnel                |                | Emiel Van Averbeke    | Antwerpen    | Charles de Costerlaan                              | 51° 13' 36" NB, 4° 23' 27" OL | 83747   | Ventilatiegebouw Waaslandtunnel                |
| Parochiekerk Sint-Anna ten Drieën              | Monument       | Jos Ritzen            | Antwerpen    | Hanegraefstraat                                    | 51° 13' 7" NB, 4° 22' 54" OL  | 201247  | Parochiekerk Sint-Anna ten Drieën              |
| Woning Schandevyl                              |                | Renaat Braem          | Antwerpen    | Thonetlaan 20                                      | 51° 14' 3" NB, 4° 23' 20" OL  | 212413  | Woning Schandevyl                              |
| Openluchtzwembad De Molen                      |                | Renaat Braem          | Antwerpen    | Wandeldijk 40                                      | 51° 14' 4" NB, 4° 23' 37" OL  | 212720  | Openluchtzwembad De Molen                      |
| Toegangspaviljoen Sint-Annastrand              |                |                       | Antwerpen    | Gloriantlaan                                       |                               | 214953  | Toegangspaviljoen Sint-Annastrand              |
| Kantoorgebouw IMALSO                           |                | Cols & De Roeck       | Antwerpen    | Thonetlaan 102                                     |                               | 215657  | Kantoorgebouw IMALSO                           |
| Standbeeld voor Georges Eekhoud                |                | Henry Van de Velde    | Antwerpen    | Mac Leodplein                                      |                               | 215812  | Standbeeld voor Georges Eekhoud                |
| Voetgangerstunnel Sint-Anna                    | Monument       |                       | Antwerpen    | Beatrijslaan, Sint-Jansvliet                       |                               | 216718  | Voetgangerstunnel Sint-Anna                    |
| Rijwoning in brutalistische stijl              |                | Paul Meekels          | Antwerpen    | Galgenweellaan 62                                  |                               | 300464  | Upload foto                                    |
| Rijwoning in brutalistische stijl              |                | Paul Meekels          | Antwerpen    | Ludwig Burchardstraat 41                           |                               | 300465  | Upload foto                                    |

District Antwerpen: Antwerpen-Noord · Brederode · Centraal Station · Dam · Eilandje · Haringrode · Harmonie · Havengebied · Historisch Centrum (Oude Stad · Hoogstraat · Groenplaats) · Kiel · Linkeroever · Luchtbal-Rozemaai-Schoonbroek · Markgrave · Meirwijk · Middelheim · Schipperskwartier · Sint-Andries · Stadspark · Tentoonstellingswijk · Theaterbuurt · Universiteitsbuurt · Zuid · Zurenborg

Overige districten: Berchem · Berendrecht-Zandvliet-Lillo · Borgerhout · Deurne · Ekeren · Hoboken · Merksem · Wilrijk

Onroerend erfgoed in de provincie Antwerpen